# Matchbox (песня)
«Matchbox» (с англ. — «Спичечная коробка») — песня в жанре рок-н-ролл и рокабилли, написанная Карлом Перкинсом. Впервые записана Перкинсом на лейбле Sun Records 4 декабря 1956, выпущена Sun Records как сингл на 45 оборотов в минуту 11 февраля 1957 (номер по каталогу Sun 261). Одна из наиболее знаменитых песен Карла Перкинса. Кавер-версии песни записывали и исполняли многие исполнители и группы, в частности, The Beatles.

## Создание песни
После того, как Карл Перкинс записал песню «Your True Love», его отец Бак (англ. Buck) предложил Карлу записать старую, 1920-х годов, песню «Match Box Blues». Бак помнил только несколько строчек песни — или с записи 1927 года в исполнении Blind Lemon Jefferson (американский блюзовый певец и гитарист), или в версии игравшей в стиле кантри группы The Shelton Brothers (которые записали песню дважды — в 1930-х и в 1947). После того как Карл Перкинс пропел те несколько слов, которые помнил его отец, Джерри Ли Льюис, который в то время был сессионным пианистом на студии Sun Records, начал играть рифф в стиле буги-вуги. Карл подхватил его на гитаре и начал петь, импровизируя текст на ходу. В результате 4 декабря 1956 Карл Перкинс и аккомпанирующий ему состав музыкантов записали песню под названием «Matchbox».
Позднее в этот же день, Элвис Пресли, Джонни Кэш, Карл Перкинс и Джерри Ли Льюис (снова как сессионный пианист) собрались в той же студии Sun вместе с продюсером Сэмом Филлипсом. Импровизированный состав группы, участвовавшей в этом джем-сейшне, позднее стал известен под названием «Квартет ценой в миллион долларов» (Million Dollar Quartet.)
Перкинс утверждает, что он не слышал песню Джефферсона «Match Box Blues» до того, как записал «Matchbox». Песня Джефферсона — об энергично размышляющей женщине (англ. about a mean spirited woman), песня Перкинса — о влюбленном «плохом парне» с ограниченными перспективами на будущее (англ. lovelorn «poor boy» with limited prospects).
Впервые «вживую» Перкинс исполнил «Matchbox» 2 февраля 1957 на телевизионном шоу Ozark Jubilee телеканала ABC-TV.

## Кавер-версия The Beatles
The Beatles были поклонниками Карла Перкинса и начали исполнять «Matchbox» с 1961 года. Ведущим вокалистом в песне был Пит Бест, их барабанщик в то время; не сохранилось студийных записей с исполнением The Beatles этой песни, где солировал бы Пит Бест, но существует запись их выступления с вокалом Беста. В 1962 Джон Леннон пел эту песню во время выступления группы в клубе «Стар» в Гамбурге; запись этого исполнения вошла в альбом Live! at the Star-Club in Hamburg, Germany; 1962.
В 1963 году The Beatles исполняли «Matchbox» во время их выступлений по радио BBC — уже с новым барабанщиком, Ринго Старром, в качестве ведущего вокалиста; это исполнение вошло в альбом Live at the BBC.
Когда 1 июня 1964 году The Beatles записывали «Matchbox» в студии, ведущий вокал также исполнял Старр; есть предположения, что Перкинс присутствовал в студии во время записи (в 1964 Перкинс был на гастролях в Великобритании и 1 июня посещал студию Abbey Road Studios; ходили слухи, что он даже играл на записи The Beatles вступительный гитарный рифф). Как часто бывало, все инструментальные партии в записи песни играли сами The Beatles, за исключением фортепиано, на котором играл продюсер Джордж Мартин. Джордж Харрисон играл в этой песне на 12-струнной гитаре, в то время как Леннон играл на электрогитаре рифф и соло. Ринго Старр играл на барабанах и пел одновременно, после записи всей группы он дополнительно продублировал запись своего вокала (так называемый «дабл-трекинг»).
В Великобритании песня в версии The Beatles впервые вышла на мини-альбоме Long Tall Sally 19 июня 1964; в США — на альбоме Something New, сингл с которого, включающий «Matchbox» и «Slow Down» (выпущен 24 августа 1964), достиг 17-го места в чарте синглов журнала Billboard.
«Matchbox» вошла также в сборники записей The Beatles — Rock'n'roll music Vol.1, Past Masters и Mono Masters, выпущенные соответственно в 1976, 1988 и 2009.